# Egossintonia e egodistonia
Na psicanálise, a egossintonia refere-se aos comportamentos, valores e sentimentos que estão em harmonia ou são plausíveis para suprir as necessidades do ego, respeitando o contexto da autoimagem. Por outro lado, a egodistonia, também chamada de ego alienígena, refere-se aos pensamentos e comportamentos que estão em conflito psicológico ou em ação de dissonância, devido às necessidades do ego e ao duelo com a autoimagem.

## Aplicabilidade
A psicologia anormal caracteriza diversos transtornos de personalidade como egossintônicos, dificultando o tratamento, pois os pacientes podem abster-se de percepções e comportamentos impróprios.  Como exemplo, uma pessoa com transtorno de personalidade narcisista tem a autoconsciência excessiva de rejeitar questões que desafiam seus pontos de vista. Tal comportamento corresponde, em termos psiquiátricos, a uma visão pobre da autoimagem. A anorexia nervosa, doença multiaxial do Eixo I do diagnóstico psiquiátrico, tem um tratamento difícil e caracteriza-se por uma imagem corporal distorcida e também pelo medo iminente de ganhar peso. A anorexia nervosa, portanto, é classificada como egossintônica, pois alguns pacientes que portam a doença, negam a sua existência. Ademais, o jogo patológico é, no entanto, visto como egossintônico dependendo do envolvimento do paciente com o vício em jogos.
Uma ilustração das diferenças entre um transtorno mental egodistônico e transtorno mental egossintônico é a comparação do transtorno obsessivo-compulsivo com o transtorno de personalidade obsessivo-compulsiva. O TOC é considerado egodistônico, pois os pensamentos, ímpetos e compulsões não são consistentes com a autoimagem do indivíduo, ou seja, o paciente percebe que as obsessões são irracionais e angustiadas devido às compulsões. Em contrapartida, o transtorno de personalidade obsessivo-compulsivo é classificado como egossintônico, uma vez que o paciente geralmente percebe sua obsessão alinhada com o exagero de ordem, perfeccionismo e controle.

## Herança freudiana
O termo "egossintônico" foi introduzido pela primeira vez em 1914, pelo psicanalista Sigmund Freud na obra On Narcissism (Introdução ao narcisismo: ensaios de metapsicologia e outros textos, em tradução livre). Para Freud, conflitos de ordem psíquica surgem de acordo com o atraso comportamental dos instintos, que acabam entrando em conflito com o ego.. Otto Fenichel, psicanalista austríaco da segunda geração, distinguiu a distonia e a sintonia do ego como impulsos mórbidos.
Anna Freud, especialista em psicologia da personalidade, enfatizou que as expressões egossintônicas eram mais difíceis de serem expostas em comparação com as egodistônicas. O psicólogo austríaco Heinz Hartmann utilizou os conceitos de egossintonia e egodistonia em suas obras.
De modo geral, psicanalistas abordam a egodistonia como uma evidência direta do comportamento, visto que a egossintonia é abordada como indireta.